# 金塔纳
金塔纳是巴西圣保罗州的一个市镇。总面积319.759平方公里，总人口5654人，人口密度17.7人/平方公里。